# Grammy Award for Best Inspirational Performance

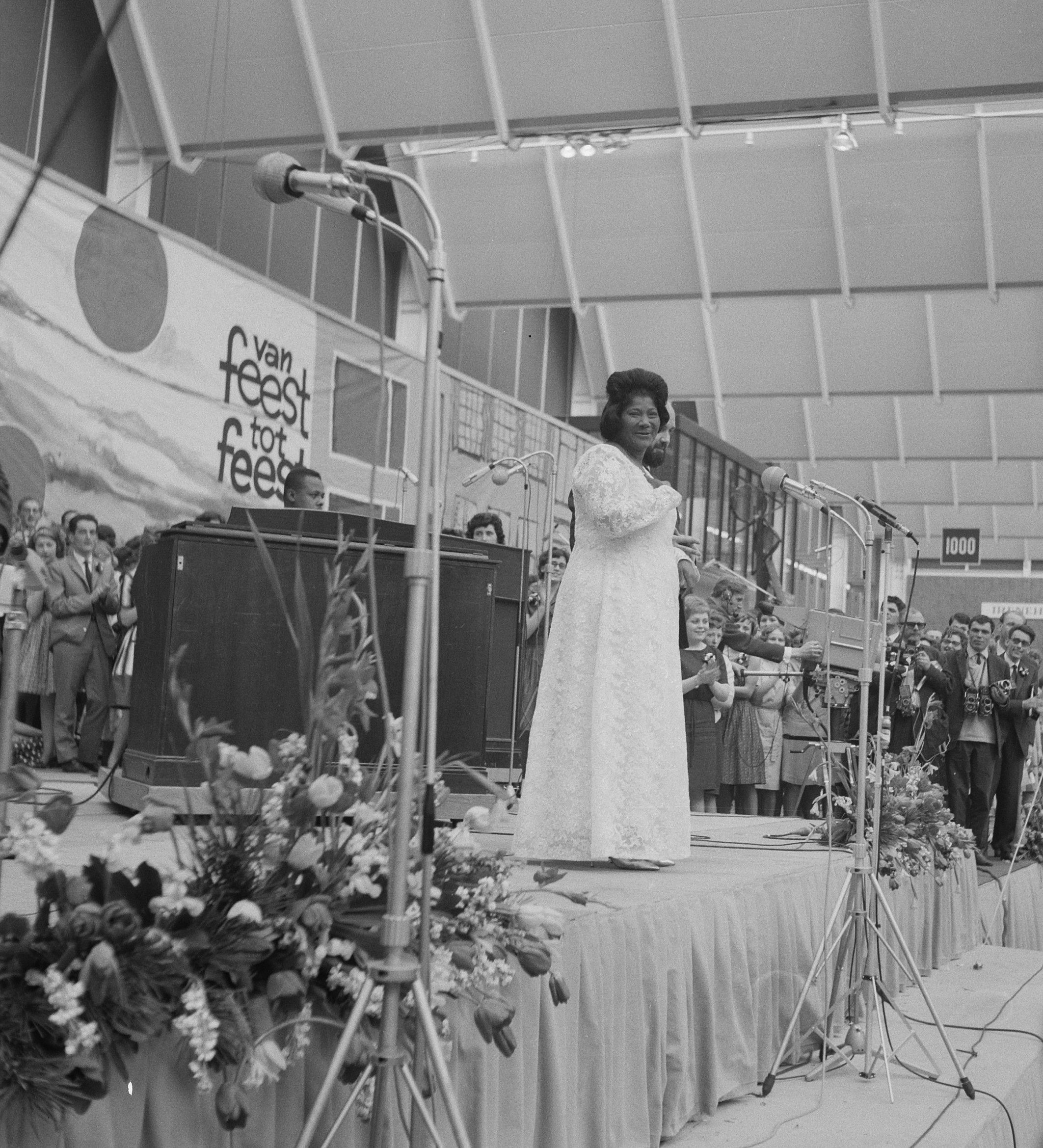
Mahalia Jackson war die erste Preisträgerin des Grammy Award for Best Inspirational Performance

Der Grammy Award for Best Inspirational Performance, auf Deutsch „Grammy-Auszeichnung für die beste inspirierende Darbietung“, ist ein Musikpreis, der von 1962 bis 1986 von der amerikanischen Recording Academy im Bereich der Gospelmusik verliehen wurde.

## Geschichte und Hintergrund
Die seit 1959 verliehenen Grammy Awards werden jährlich in zahlreichen Kategorien von der Recording Academy in den Vereinigten Staaten vergeben, um künstlerische Leistung, technische Kompetenz und hervorragende Gesamtleistung ohne Rücksicht auf die Album-Verkäufe oder Chart-Position zu würdigen.
Eine dieser Kategorien ist der Grammy Award for Best Inspirational Performance. Der Preis wurde von 1962 bis 1986 vergeben und hatte während dieser Zeit mehrere Namensänderungen:
- Von 1962 bis 1963 hieß die Auszeichnung Grammy Award for Best Gospel or Other Religious Recording
- Von 1964 bis 1966 nannte sich die Auszeichnung Grammy Award for Best Gospel or Other Religious Recording (Musical)
- 1967 war die Bezeichnung des Preises Grammy Award for Best Sacred Performance (Musical)
- Von 1968 bis 1969 wurde der Preis als Grammy Award for Best Sacred Performance verliehen
- 1970 erfolgte die Umbenennung in Grammy Award for Best Sacred Performance (Non-Classical)
- 1971 hieß der Preis Grammy Award for Best Sacred Performance (Musical)
- 1972 nannte sich der Preis Grammy Award for Best Sacred Performance
- Von 1973 bis 1974 hatte die Kategorie die Bezeichnung Grammy Award for Best Inspirational Performance
- 1975 wurde der Grammy Award for Best Inspirational Performance (Non-Classical) verliehen
- Von 1976 bis 1986 hieß die Kategorie Grammy Award for Best Inspirational Performance.

## Gewinner und Nominierte
| Jahr | Gewinner                                  | Nationalität              | Werk                                                                                              | Nominierte | Bild des/der Gewinner(s) |
| ---- | ----------------------------------------- | ------------------------- | ------------------------------------------------------------------------------------------------- | ---------- | ------------------------ |
| 1962 | Mahalia Jackson                           | Vereinigte Staaten        | Everytime I Feel the Spirit                                                                       |            |                          |
| 1963 | Mahalia Jackson                           | Vereinigte Staaten        | Great Songs of Love and Faith                                                                     |            |                          |
| 1964 | Soeur Sourire                             | Belgien                   | Dominique                                                                                         |            |                          |
| 1965 | Tennessee Ernie Ford                      | Vereinigte Staaten        | Great Gospel Songs                                                                                |            |                          |
| 1966 | Anita Kerr und George Beverly Shea        | Vereinigte Staaten Kanada | Southland Favorites                                                                               |            |                          |
| 1967 | Porter Wagoner und The Blackwood Brothers | Vereinigte Staaten        | Grand Old Gospel                                                                                  |            |                          |
| 1968 | Elvis Presley                             | Vereinigte Staaten        | How Great Thou Art                                                                                |            |                          |
| 1969 | Jake Hess                                 | Vereinigte Staaten        | Beautiful Isle of Somewhere                                                                       |            |                          |
| 1970 | Jake Hess                                 | Vereinigte Staaten        | Ain’t That Beautiful Singing                                                                      |            |                          |
| 1971 | Jake Hess                                 | Vereinigte Staaten        | Everything Is Beautiful                                                                           |            |                          |
| 1972 | Charley Pride                             | Vereinigte Staaten        | Did You Think to Pray                                                                             |            |                          |
| 1973 | Elvis Presley                             | Vereinigte Staaten        | He Touched Me                                                                                     |            |                          |
| 1974 | The Bill Gaither Trio                     | Vereinigte Staaten        | Let’s Just Praise the Lord                                                                        |            |                          |
| 1975 | Elvis Presley                             | Vereinigte Staaten        | How Great Thou Art (vom Album Elvis: As Recorded Live on Stage in Memphis)                        |            |                          |
| 1976 | The Bill Gaither Trio                     | Vereinigte Staaten        | Jesus, We Just Want to Thank You                                                                  |            |                          |
| 1977 | Gary S. Paxton                            | Vereinigte Staaten        | The Astonishing, Outrageous, Amazing, Incredible, Unbelievable, Different World of Gary S. Paxton |            |                          |
| 1978 | B.J. Thomas                               | Vereinigte Staaten        | Home Where I Belong                                                                               |            |                          |
| 1979 | B.J. Thomas                               | Vereinigte Staaten        | Happy Man                                                                                         |            |                          |
| 1980 | B.J. Thomas                               | Vereinigte Staaten        | You Gave Me Love (When Nobody Gave Me a Prayer)                                                   |            |                          |
| 1981 | Debby Boone                               | Vereinigte Staaten        | With My Song                                                                                      |            |                          |
| 1982 | B.J. Thomas                               | Vereinigte Staaten        | Amazing Grace                                                                                     |            |                          |
| 1983 | Barbara Mandrell                          | Vereinigte Staaten        | He Set My Life to Music                                                                           |            |                          |
| 1984 | Donna Summer                              | Vereinigte Staaten        | He’s a Rebel" (from the album She Works Hard for the Money)                                       |            |                          |
| 1985 | Donna Summer                              | Vereinigte Staaten        | Forgive Me (vom Album Cats Without Claws)                                                         |            |                          |
| 1986 | Jennifer Holliday                         | Vereinigte Staaten        | Come Sunday (vom Album Say You Love Me)                                                           |            |                          |